# Посёлок совхоза «Раменское»
Посёлок совхоза «Раменское» — посёлок в Раменском муниципальном районе Московской области. Входит в состав сельского поселения Заболотьевское. Население — 4003 чел. (2021).

## Название
Посёлок назван по совхозу, для работников которого был построен. Совхоз получил это название в 1939 году как центральное хозяйство Раменского района.

## География
Посёлок совхоза «Раменское» расположен в центральной части Раменского района, примыкает к городу Раменское с юго-восточной стороны. Высота над уровнем моря 125 м. В посёлке 9 улиц — Беговая, Луговая, Поселковая, Производственная, Садовая, Солнечная, Центральная, Школьная, Шоссейная, приписано СНТ Моторвагонник, ДНТ Ипподром и три ГСК — Маяк, Урожай и Юг. Ближайший населённый пункт — город Раменское.

## История
До муниципальной реформы 2006 года посёлок входил в состав Заболотьевского сельского округа Раменского района.

## Население
| 2002 | 2010  | 2021  |
| ---- | ----- | ----- |
| 3862 | ↗3997 | ↗4003 |

По переписи 2002 года в посёлке проживало 3862 человека (1773 мужчины, 2089 женщин).

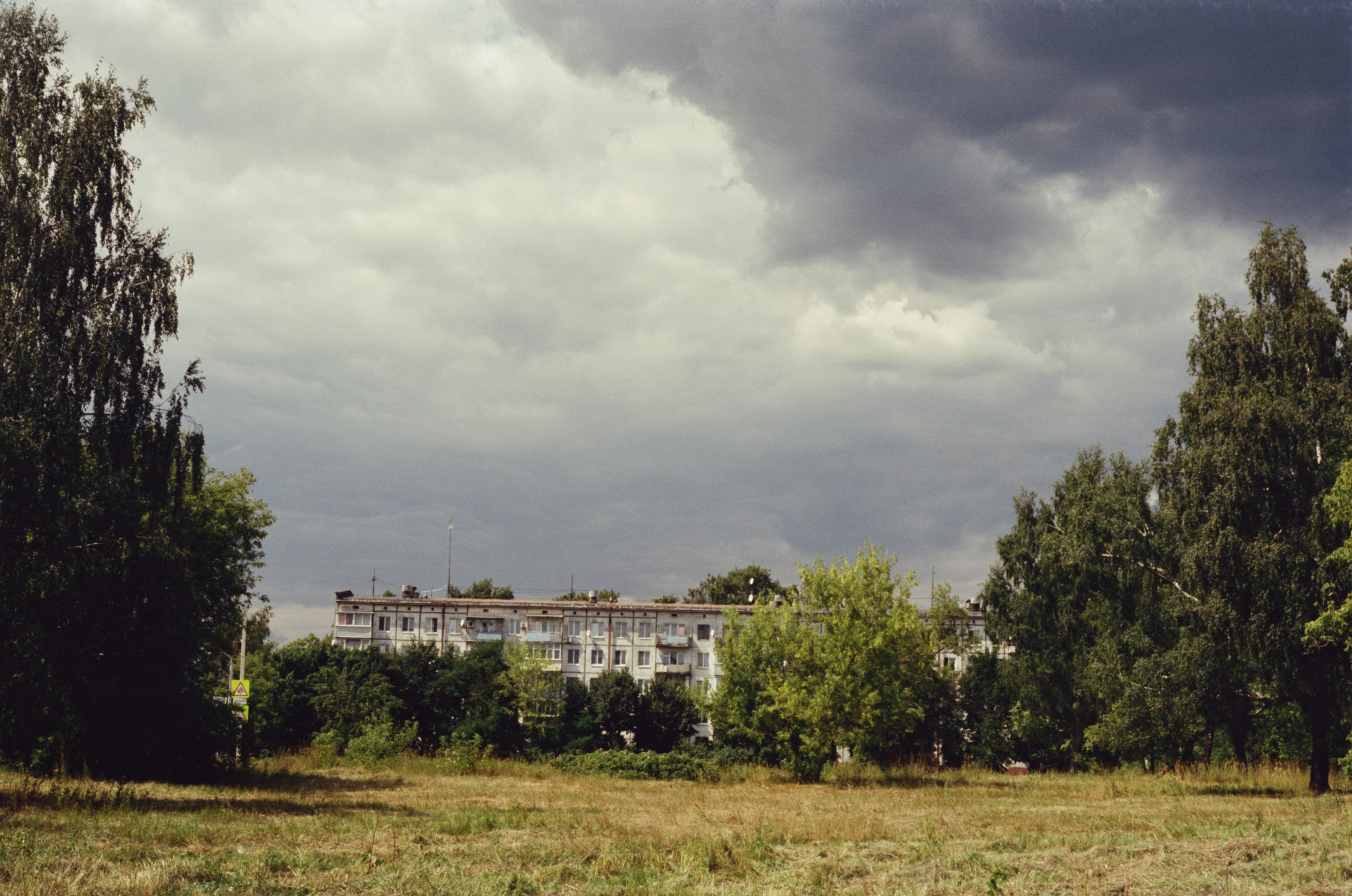
Пятиэтажный дом в посёлке совхоза Раменское

## Экономика
- ЗАО «Племзавод Раменское» — молочно-животноводческое хозяйство и разведение чёрно-пестрой породы скота.
- ООО «Теплицы Раменские» — цветоводство.
- ООО «Миксма» — напитки.
- ООО «Доширак Коя» — выпуск лапши «Доширак».